# Série de pièces de 2 euros du 35e anniversaire du programme Erasmus

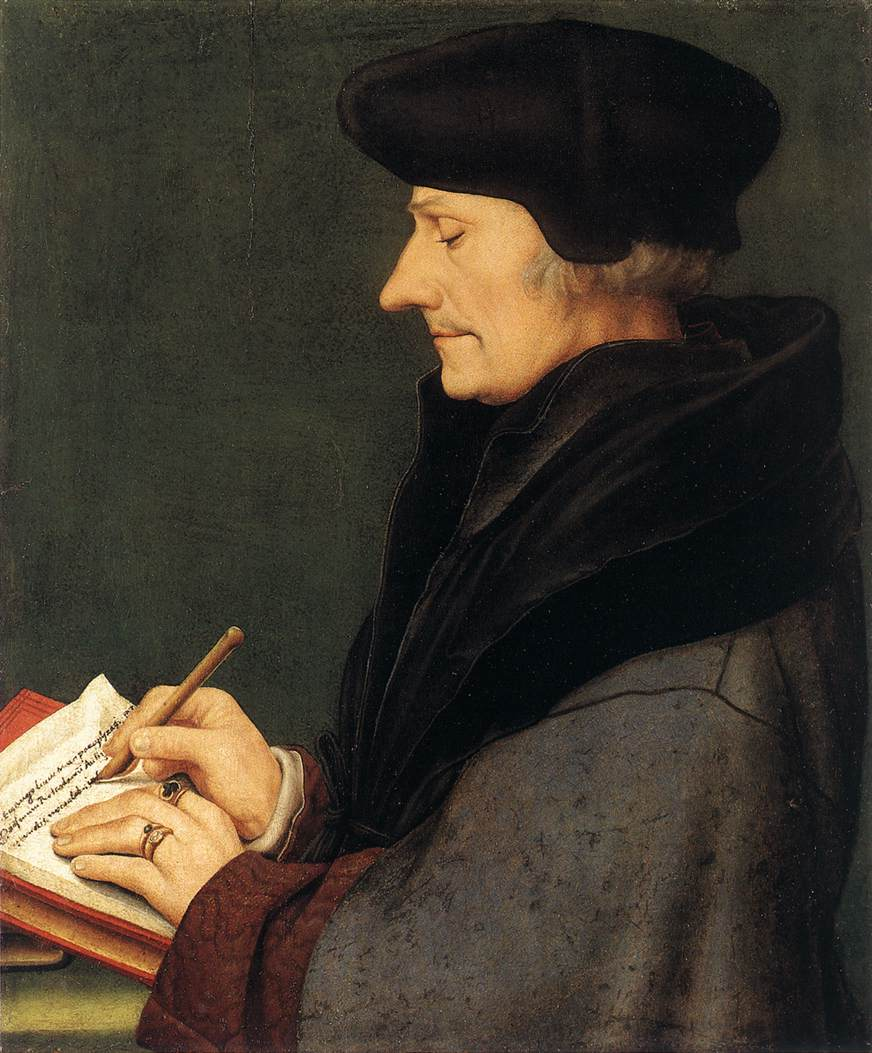
Desiderius Erasmus, peinture de Hans Holbein le Jeune.

design faisceau de liens et le chiffre 35

La série de pièces de 2 euros du 35e anniversaire du programme Erasmus est une série de pièces de monnaie émise par tous les pays de l'Union européenne utilisant l'euro à l'occasion de l'anniversaire du programme d'échange universitaire européen.
Le 18 juillet 2019, le Conseil de l'Union Européenne approuve son émission collective avec une pièce commémorative comportant un dessin commun, par tous les États membres dont la monnaie est l'euro en 2022.
Les États membres émettront conjointement environ 37 millions de pièces Erasmus+ pour commémorer le programme. Plus de 70 000 personnes ont participé à la sélection du graphisme de la pièce à travers un vote public, et 22 000 ont voté pour le graphisme sélectionné : en avril 2021, la commission européenne valide le design crée par Joaquin Jimenez, graveur à la Monnaie de Paris,.
Les Pays Bas n'avaient plus frappé de pièces commémoratives depuis la dernière série commune en 2015, suivant les recommandations des institutions européennes tenant compte des stocks de 2€ neuves, vouées à la circulation.
L'Andorre, Monaco, Saint-Marin et le Vatican ne font pas partie des pays émetteurs car ils ne sont pas membres de l'Union européenne.
Par ailleurs, le programme Erasmus est élargi aux pays suivants, dont la monnaie n'est pas l'euro :
- Membre de l'UE hors zone Euro : Bulgarie, Croatie, Danemark, Hongrie, Pologne, Roumanie, Suède, Tchéquie
- Pays de l'Espace économique européen (EEE) : Islande, Liechtenstein, Norvège
- Pays candidats à l'adhésion à l'UE : Turquie, Macédoine du Nord, Serbie.

## Caractéristiques techniques
Ces pièces ont les mêmes caractéristiques techniques que les autres pièces de 2 euros et portent la deuxième version du revers commun de ces pièces.
L'anneau externe de la pièce comporte les douze étoiles du drapeau européen.

## Description
Le design a été choisi par concours. Il reprend le dessin conçu par Joaquin Jimenez qui s’inspire d’un tableau représentant Érasme, peint par Hans Holbein. On retrouve également la mention 1987-2022 ERASMUS PROGRAMME ainsi que le nom du pays émetteur.
Dans le décor du fond, chacune des douze étoiles est reliés par un faisceau et on peut y apercevoir le chiffre 35. Il symbolise aussi tous les échanges intellectuels et humains entre les étudiants de tous les pays participants
Lors de l'annonce officielle de la sortie, certains émetteurs ont décalé la mention du pays qui est déplacée en bas à droite, là ou d'autres se contentent de l’initiale du pays au centre.

## Modèle par pays
| Allemagne                 | ' |                       |
|                           | Comme décrite ci-dessus avec le sigle du pays émetteur D.                                               |                       |
| Graveur : Joaquin Jimenez | \| Gravure sur la tranche : \| Date : \| Tirage : \| \| \| 1er juillet 2022 \| 20 millions de pièces \| |                       |
| Gravure sur la tranche :  | Date :                                                                                                  | Tirage :              |
|                           | 1er juillet 2022                                                                                        | 20 millions de pièces |

| Autriche                  | ' |                     |
|                           | Comme décrite ci-dessus avec le nom du pays émetteur en allemand : REPUBLIK ÖSTERREICH.               |                     |
| Graveur : Joaquin Jimenez | \| Gravure sur la tranche : \| Date : \| Tirage : \| \| \| 1er juillet 2022 \| 1 million de pièces \| |                     |
| Gravure sur la tranche :  | Date :                                                                                                | Tirage :            |
|                           | 1er juillet 2022                                                                                      | 1 million de pièces |

| Belgique                  | ' |                     |
|                           | Comme décrite ci-dessus avec le sigle du pays émetteur BE.                                            |                     |
| Graveur : Joaquin Jimenez | \| Gravure sur la tranche : \| Date : \| Tirage : \| \| \| 1er juillet 2022 \| 1 million de pièces \| |                     |
| Gravure sur la tranche :  | Date :                                                                                                | Tirage :            |
|                           | 1er juillet 2022                                                                                      | 1 million de pièces |

| Chypre                    | '                                                                                         |          |
|                           | Comme décrite ci-dessus avec le nom du pays émetteur en grec et en turc : ΚΥΠΡΟΣ KIBRIS.  |          |
| Graveur : Joaquin Jimenez | \| Gravure sur la tranche : \| Date : \| Tirage : \| \| \| 1er juillet 2022 \| 412 000 \| |          |
| Gravure sur la tranche :  | Date :                                                                                    | Tirage : |
|                           | 1er juillet 2022                                                                          | 412 000  |

| Espagne                   | ' |                     |
|                           | Comme décrite ci-dessus avec le nom du pays émetteur en espagnol : ESPAÑA.                            |                     |
| Graveur : Joaquin Jimenez | \| Gravure sur la tranche : \| Date : \| Tirage : \| \| \| 1er juillet 2022 \| 1 million de pièces \| |                     |
| Gravure sur la tranche :  | Date :                                                                                                | Tirage :            |
|                           | 1er juillet 2022                                                                                      | 1 million de pièces |

| Estonie                   | ' |                     |
|                           | Comme décrite ci-dessus avec le nom du pays émetteur en estonien : EESTI.                             |                     |
| Graveur : Joaquin Jimenez | \| Gravure sur la tranche : \| Date : \| Tirage : \| \| \| 1er juillet 2022 \| 1 million de pièces \| |                     |
| Gravure sur la tranche :  | Date :                                                                                                | Tirage :            |
|                           | 1er juillet 2022                                                                                      | 1 million de pièces |

| Finlande                  | ' |                |
|                           | Comme décrite ci-dessus avec le sigle du pays émetteur FI. Les mots « OHJELMA » et « PROGRAMMET » sont les traductions du mot « Programme » en finnois et en suédois. |                |
| Graveur : Joaquin Jimenez | \| Gravure sur la tranche : \| Date : \| Tirage : \| \| \| 1er juillet 2022 \| 400 000 pièces \|                                                                      |                |
| Gravure sur la tranche :  | Date : | Tirage :       |
|                           | 1er juillet 2022 | 400 000 pièces |

| France                    | '                                                                                              |              |
|                           | Comme décrite ci-dessus avec le sigle du pays émetteur RF (pour République Française).         |              |
| Graveur : Joaquin Jimenez | \| Gravure sur la tranche : \| Date : \| Tirage : \| \| \| 1er juillet 2022 \| 3,5 millions \| |              |
| Gravure sur la tranche :  | Date :                                                                                         | Tirage :     |
|                           | 1er juillet 2022                                                                               | 3,5 millions |

| Grèce                     | '                                                                                                |                |
|                           | Comme décrite ci-dessus avec le nom du pays émetteur en grec : ΕΛΛΗΝΙΚΗ ΔΗΜΟΚΡΑΤΙΑ.              |                |
| Graveur : Joaquin Jimenez | \| Gravure sur la tranche : \| Date : \| Tirage : \| \| \| 1er juillet 2022 \| 750 000 pièces \| |                |
| Gravure sur la tranche :  | Date :                                                                                           | Tirage :       |
|                           | 1er juillet 2022                                                                                 | 750 000 pièces |

| Irlande                   | '                                                                                                |                |
|                           | Comme décrite ci-dessus avec le nom du pays émetteur en irlandais : éıʀe.                        |                |
| Graveur : Joaquin Jimenez | \| Gravure sur la tranche : \| Date : \| Tirage : \| \| \| 1er juillet 2022 \| 500 000 pièces \| |                |
| Gravure sur la tranche :  | Date :                                                                                           | Tirage :       |
|                           | 1er juillet 2022                                                                                 | 500 000 pièces |

| Italie                    | ' |                      |
|                           | Comme décrite ci-dessus avec le sigle du pays émetteur RI (pour Repubblica Italiana).                  |                      |
| Graveur : Joaquin Jimenez | \| Gravure sur la tranche : \| Date : \| Tirage : \| \| \| 1er juillet 2022 \| 3 millions de pièces \| |                      |
| Gravure sur la tranche :  | Date :                                                                                                 | Tirage :             |
|                           | 1er juillet 2022                                                                                       | 3 millions de pièces |

| Lettonie                  | '                                                                                                |                |
|                           | Comme décrite ci-dessus avec le nom du pays émetteur en letton : LATVIJA.                        |                |
| Graveur : Joaquin Jimenez | \| Gravure sur la tranche : \| Date : \| Tirage : \| \| \| 1er juillet 2022 \| 308 000 pièces \| |                |
| Gravure sur la tranche :  | Date :                                                                                           | Tirage :       |
|                           | 1er juillet 2022                                                                                 | 308 000 pièces |

| Lituanie                  | '                                                                                                   |                   |
|                           | Comme décrite ci-dessus avec le nom du pays émetteur en lituanien : LIETUVA.                        |                   |
| Graveur : Joaquin Jimenez | \| Gravure sur la tranche : \| Date : \| Tirage : \| \| \| 1er juillet 2022 \| 300 000 de pièces \| |                   |
| Gravure sur la tranche :  | Date :                                                                                              | Tirage :          |
|                           | 1er juillet 2022                                                                                    | 300 000 de pièces |

| Luxembourg                | Joaquin Jimenez |                |
|                           | Comme décrite ci-dessus avec le nom du pays émetteur en luxembourgeois : LËTZEBUERG. Le drapeau comporte un hologramme permettant de faire apparaître alternativement le drapeau ou l'effigie du grand-duc Henri. |                |
| Graveur : Joaquin Jimenez | \| Gravure sur la tranche : \| Date : \| Tirage : \| \| \| 1er juillet 2022 \| 500 000 pièces \| |                |
| Gravure sur la tranche :  | Date : | Tirage :       |
|                           | 1er juillet 2022 | 500 000 pièces |

| Malte                     | '                                                                                               |               |
|                           | Comme décrite ci-dessus avec le nom du pays émetteur en maltais : MALTA.                        |               |
| Graveur : Joaquin Jimenez | \| Gravure sur la tranche : \| Date : \| Tirage : \| \| \| 1er juillet 2022 \| 80 000 pièces \| |               |
| Gravure sur la tranche :  | Date :                                                                                          | Tirage :      |
|                           | 1er juillet 2022                                                                                | 80 000 pièces |

| Pays-Bas                  | ' |                     |
|                           | Comme décrite ci-dessus avec le sigle du pays émetteur NL pour Nederland. Par ailleurs, la mention est ERASMUS PROGRAMMA. |                     |
| Graveur : Joaquin Jimenez | \| Gravure sur la tranche : \| Date : \| Tirage : \| \| \| 1er juillet 2022 \| 1 million de pièces \|                     |                     |
| Gravure sur la tranche :  | Date : | Tirage :            |
|                           | 1er juillet 2022 | 1 million de pièces |

| Portugal                  | '                                                                                                |                |
|                           | Comme décrite ci-dessus avec le nom du pays émetteur en portugais : PORTUGAL.                    |                |
| Graveur : Joaquin Jimenez | \| Gravure sur la tranche : \| Date : \| Tirage : \| \| \| 1er juillet 2022 \| 520 000 pièces \| |                |
| Gravure sur la tranche :  | Date :                                                                                           | Tirage :       |
|                           | 1er juillet 2022                                                                                 | 520 000 pièces |

| Slovaquie                 | ' |                     |
|                           | Comme décrite ci-dessus avec le nom du pays émetteur en slovaque : SLOVENSKO.                         |                     |
| Graveur : Joaquin Jimenez | \| Gravure sur la tranche : \| Date : \| Tirage : \| \| \| 1er juillet 2022 \| 1 million de pièces \| |                     |
| Gravure sur la tranche :  | Date :                                                                                                | Tirage :            |
|                           | 1er juillet 2022                                                                                      | 1 million de pièces |

| Slovénie                  | ' |                     |
|                           | Comme décrite ci-dessus avec le nom du pays émetteur en slovène : SLOVENIJA.                          |                     |
| Graveur : Joaquin Jimenez | \| Gravure sur la tranche : \| Date : \| Tirage : \| \| \| 1er juillet 2022 \| 1 million de pièces \| |                     |
| Gravure sur la tranche :  | Date :                                                                                                | Tirage :            |
|                           | 1er juillet 2022                                                                                      | 1 million de pièces |